# Synode (Gremium)
Eine Synode oder Kirchensynode ist in verschiedenen Kirchen ein Gremium von Vertretern, die die Gesamtheit der Kirchenmitglieder repräsentieren sollen. Sie besteht aus ernannten oder gewählten Laien und Geistlichen.
Synoden gibt es in evangelischen, anglikanischen, orthodoxen und altkatholischen Kirchen. Synoden als Versammlungen von Rabbinern, Gemeindevertretern und Laien gibt es auch im Judentum.
Solche Synoden (nicht ganz zutreffend auch „Kirchenparlament“ genannt) entscheiden über wesentliche Fragen des kirchlichen Lebens. Die Beschlüsse von Synoden bei den kongregationalistischen Gemeinschaften sind in der Regel nicht verbindlich für die Kirchgemeinden.
In der alten Kirche wurden Konzil und Synode synonym gebraucht.

## Weiterführende Literatur
- Heinz Wolter: Die Synoden im Reichsgebiet und Reichsitalien von 916–1056. Paderborn 1988 (= Konziliengeschichte, A: Darstellungen).